# Ренцо Фурлан
Ренцо Фурлан (на италиански: Renzo Furlan) е италиански тенисист.

## Биография
Ренцо Фурлан е роден на 17 май 1970 г. в Конеляно, Италия.

## Кариера
Ренцо Фурлан става професионалист през 1988 г. Достига най-високо място в ранглистата на сингъл на ATP, до номер 19 в света, през април 1996 г.
Представя родната си страна на летните олимпийски игри през 1996 г. в Атланта, победен е на четвъртфинала от индиеца Леандър Паес. 
Най-доброто му представяне на турнир от Големия шлем е достигането до четвъртфинал на Откритото първенство на Франция през 1995 г., побеждава Маркос Ондруска, Дейвид Рикл, Фернандо Мелигени и Скот Дрейпър, преди да загуби от Серхи Бругера.
Фурлан е назначен за президент на Тенис федерацията на Сърбия през 2016 г. След като напуска, започва да тренира професионалната тенисистка Жасмин Паолини на пълен работен ден през 2020 г., като за първи път работи с нея през 2015 г.

## Кариерна статистика

### ATP финали (2 титли; 7 финала)
|        | П–З | Година | Турнир                    | Клас           | Настилка  | Опонент        | Резултат      |
| ------ | --- | ------ | ------------------------- | -------------- | --------- | -------------- | ------------- |
| Загуба | 0–1 | 1992   | Болоня Аутдор             | Световни серии | Клей      | Хайме Онсинс   | 2–6, 4–6      |
| Загуба | 0–2 | 1992   | ATP Флоренция             | Световни серии | Клей      | Томас Мустер   | 3–6, 6–1, 1–6 |
| Загуба | 0–3 | 1993   | Сан Марино Оупън          | Световни серии | Клей      | Томас Мустер   | 5–7, 5–7      |
| Победа | 1–3 | 1994   | Пасифик Коуст Чемпиъншипс | Световни серии | Твърда    | Майкъл Ченг    | 3–6, 6–3, 7–5 |
| Победа | 2–3 | 1994   | Гран При Хасан Втори      | Световни серии | Клей      | Карим Алами    | 6–2, 6–2      |
| Загуба | 2–4 | 1995   | Чайна Оупън               | Световни серии | Твърда    | Майкъл Ченг    | 5–7, 3–6      |
| Загуба | 2–5 | 1997   | Санкт Петербург Оупън     | Световни серии | Килим (з) | Томас Йохансон | 3–6, 6–4, 6–1 |